# Industrie charbonnière en Chine

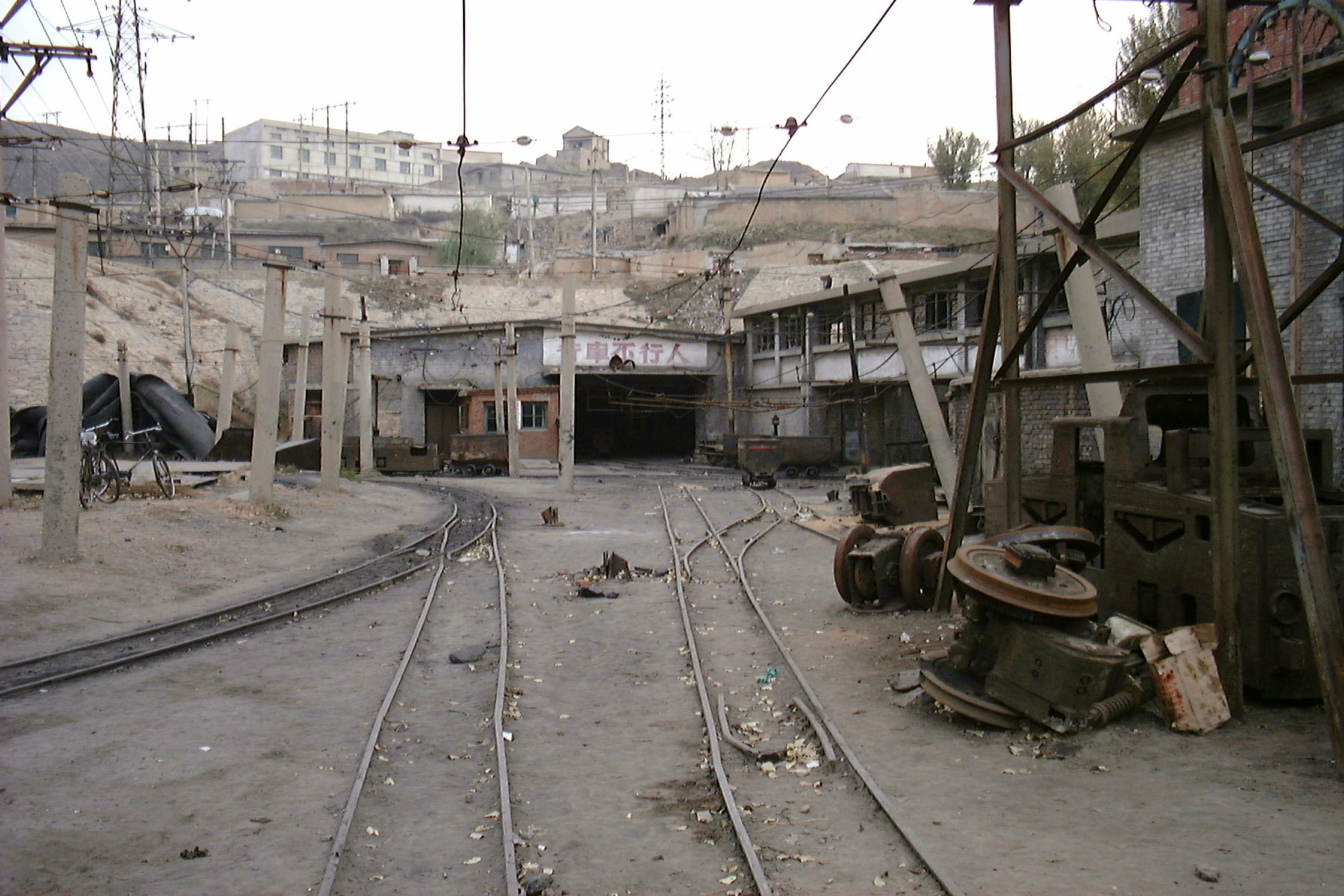
Entrée d'une mine de petite taille en Chine.

La république populaire de Chine est le plus grand consommateur de charbon au monde, en 2016, avec 3,95 milliards de tonnes de charbon contre, en 2008, 1,31 milliard de tonnes de charbon. Le pays produit, en 2006, 68,7 % de son électricité à partir du charbon. Il possèderait également 13 % des réserves prouvées de charbon. Avec près de 1 000 gigawatts (GW), elle détient près de la moitié des capacités  mondiales des centrales à charbon, suivie par les États-Unis (259 GW) et l'Inde (221 GW).  Elle doit  accroître les capacités de ses centrales de 30 % au cours de la décennie à venir. 
En raison de la crise et d'efforts en faveur des renouvelables, selon les statistiques gouvernementales, en 2014, 2015 et 2016 la consommation de charbon a diminué en Chine (-4,7 % en 2016, -3,7 % en 2015 et -2,9 % en 2014, les énergies fossiles représentent encore 62 % de la consommation d'énergie du pays, mais les énergies renouvelables sont en hausse régulière avec  + 82 % de capacité solaire et + 13 % pour l'éolien en 2016 (20 % des besoins énergétiques du pays seraient assurés par ces deux sources), ce qui se traduit par une diminution des émissions de gaz à effet de serre.

## Réserves
À la fin de l'année 2006, la Chine avait en réserve 62 milliards de tonnes d'anthracite et 52 milliards de tonnes de lignite, ce qui correspondrait à 48 années de production, à consommation constante. Cela la place au 3e rang des pays ayant les plus grandes réserves absolues de charbon après les États-Unis, et la Russie.
La plupart de ses bassins charbonniers se situent dans le nord et le nord-est du pays, et tout particulièrement dans la province du Shanxi, qui contient les gisements les plus accessibles.

## Production

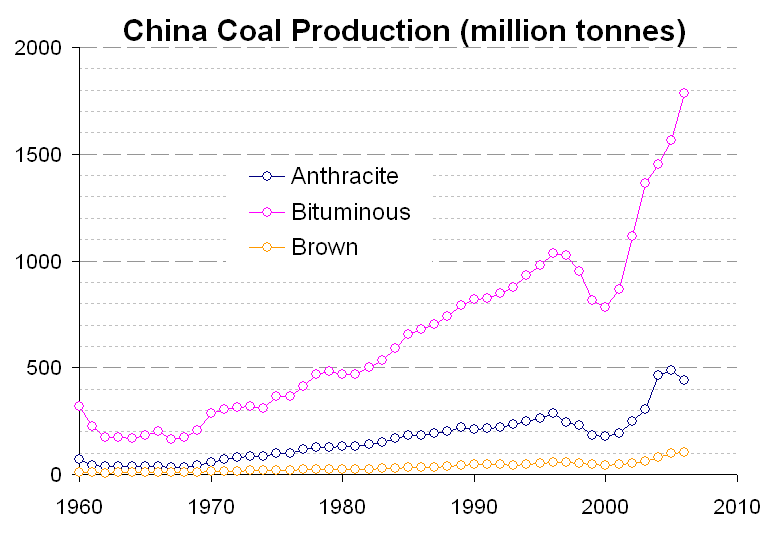
Production de la Chine par type de charbon.

La Chine est le principal producteur de charbon au monde. en 2021. Elle doit  accroître les capacités de ses centrales de 30 % d'ici 2030. 7 entreprises en 2012 produisent plus de 100 millions de tonnes de charbon, ce sont : Shenhua, ChinaCoal, Shaanxi Coal and Chemical Industry, Shanxi Coking Coal Group (en), Datong Coal Mine, Jizhong Energy et Shandong Energy,.
Le gouvernement chinois veut rationaliser la production en fermant des milliers de petites mines et renforcer les grandes entreprises du secteur. En 2021, il annonce vouloir stabiliser la production à 4,1 milliards de tonnes en 2025.
La Chine avait fermé 5 500 mines de charbon et éliminé la capacité annuelle de plus de 1 milliard de tonnes à la fin de 2020.
Cette année là, la Chine avait moins de 4 700 mines, dont 1 200 mines à grande échelle d'une capacité annuelle supérieure à 1,2 million de tonnes. Les grandes mines ont représenté 80% de la production nationale de charbon en 2020.
| Année | Productions en milliards de tonnes |
| ----- | ---------------------------------- |
| 2000  | 1,00                               |
| 2001  | 1,11                               |
| 2002  | 1,42                               |
| 2003  | 1,61                               |
| 2004  | 2,00                               |
| 2005  | 2,19                               |
| 2006  | 2,38                               |
| 2007  | 2,62                               |
| 2008  | 2,72                               |
| 2009  | 2,96                               |
| 2015  | 3,75                               |
| 2020  | 3,9                                |
| 2025  | 4,1 (prévision)                    |

### Mongolie-intérieure
Les mines de charbon de Mongolie intérieure totaliseraient 637 millions de tonnes de production en 2009.
La plus grande mine de charbon à ciel ouvert de Chine se situe à Haerwusu en Mongolie-Intérieure. Elle a commencé sa production le 20 octobre 2008, et est opérée par Shenhua. Au quatrième trimestre 2008, 7 millions de tonnes y aurait été extraites, pour une capacité théorique annuelle de 20 millions de tonnes. Cette mine aurait 1,73 milliard de tonnes en réserves, pour une production qui devrait durer environ 79 années.

## Consommation
La consommation de charbon serait en 2010 en Chine de 3,2 milliards de tonnes.
| Usage                 | Anthracite | Coke  | Autres  |
| --------------------- | ---------- | ----- | ------- |
| Résidentiel           | 0          | 0     | 71,7    |
| Industriel            | 24,6       | 16,3  | 342,1   |
| Production électrique | 0          | 0,2   | 1 305,2 |
| Production thermique  | 0          | 0,19  | 153,7   |
| Autres                | 0          | 359,2 | 84,0    |

### Production électrique
La Chine possède en 2006, 454 GW de capacité électrique d'origine charbonnière, soit 77 % de sa capacité de production électrique. En 2016, la part du charbon dans son mix énergétique est de 62,6 %.

### Utilisation industrielle
La principale utilisation d'industrielle du charbon en Chine est lié à l'industrie de l'acier.

### Utilisation domestique

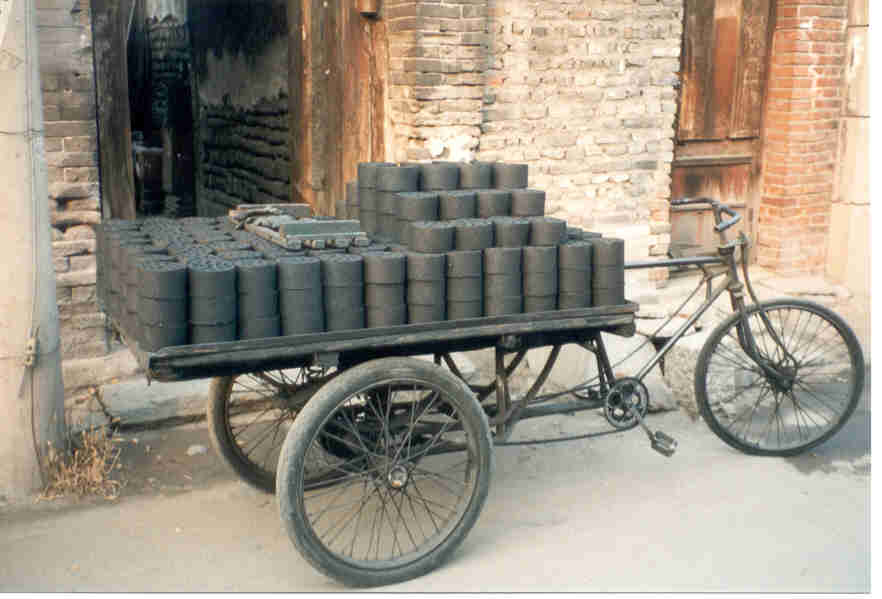
Charbon à usage domestiques transporté sur un tricycle.

### Commerce international
La Chine est devenue en 2008, un importateur net de charbon, alors qu'en 2007, elle exportait encore 2 millions de tonnes, en 2006, 25,1 millions de tonnes et en 2001, 90 millions de tonnes.

## Incidences environnementales

### Séquelles minières
Les mines de charbon laissent de nombreuses séquelles minières environnementales et sanitaires, durables, et sont notamment sources directes et indirectes de gaz à effet de serre; 

### Émission de gaz à effet de serre
|                                  | 1998  | 1999  | 2000  | 2001  | 2002  | 2003  | 2004  |
| -------------------------------- | ----- | ----- | ----- | ----- | ----- | ----- | ----- |
| CO2 en provenance de charbon     | 2 363 | 2 287 | 2 339 | 2 472 | 2 518 | 2 731 | 3 809 |
| CO2 en provenance de gaz naturel | 47    | 51    | 57    | 64    | 69    | 72    | 83    |
| CO2 en provenance de pétrole     | 531   | 566   | 636   | 653   | 686   | 737   | 816   |
| Total                            | 2 940 | 2 905 | 3 033 | 3 190 | 3 273 | 3 541 | 4 707 |
| Source : DOE/EIA                 |       |       |       |       |       |       |       |

## Maladies
Selon une étude de 2014 basée sur des données de 2012, on estime à plus de 650 000 personnes par an le nombre de morts prématurées causées par la pollution atmosphérique liée au charbon. Quatre maladies sont en cause : AVC, cancer du poumon, coronaropathie  et broncho-pneumopathie chronique obstructive,liées aux particules fines.
En 2016, une chercheuse de l'université Tsinghua estimait ce nombre à 366 000 par an.

## Accidents
Le 26 avril 1942, la mine de Benxihu connait la plus grande catastrophe minière de l'histoire causant 1 549 morts.
En 2003, le taux de mortalité par tonne de charbon en Chine était 130 fois plus importants qu'aux États-Unis, 250 fois plus importants qu'en Australie et 10 fois plus important qu'en Russie.
Neuf ans plus tard, ce taux de mortalité a été divisé par dix.
| Année | Nombre d'accidents | Morts | Morts par millions de tonnes de charbon |
| ----- | ------------------ | ----- | --------------------------------------- |
| 2000  | 2 863              | 5 798 | 5,80                                    |
| 2001  | 3 082              | 5 670 | 5,11                                    |
| 2002  | 4 344              | 6 995 | 4,93                                    |
| 2003  | 4 143              | 6 434 | 4,00                                    |
| 2004  | 3 639              | 6 027 | 3,01                                    |
| 2005  | 3 341              | 5 986 | 2,73                                    |
| 2006  | 2 945              | 4 746 | 1,99                                    |
| 2007  |                    | 3 770 | 1,44                                    |
| 2008  |                    | 3 210 | 1,18                                    |
| 2009  | 1 616              | 2 631 | 0,89                                    |
| 2010  |                    |       |                                         |
| 2011  |                    | 1 973 | 0,55                                    |
| 2012  |                    | 1 384 | 0,39                                    |
| 2013  |                    | 1 079 |                                         |
| 2014  |                    | 931   | 0,25                                    |

Le autorités chinoises ont publié au début janvier 2014 le bilan des accidents mortels dans les mines chinoises pour 2013 : 1 079 morts, en baisse de 24 % par rapport à 2012 ; la sûreté dans les houillères continue à progressivement s’améliorer, mais la réputation du secteur minier chinois reste entachée par les négligences en matière de sécurité, par la corruption ainsi que par la priorité accordée aux impératifs de rendement ; la plupart des accidents concernent des petites mines, souvent mal ventilées et mal sensibilisées à la prévention des situations dangereuses. Des ONG estiment toutefois que le bilan global des victimes des mines chinoises est beaucoup plus lourd car de nombreux accidents sont passés sous silence pour éviter des fermetures.